# Sid Ali Lamri (judoka)
Sid Ali Lamri es un deportista argelino que compitió en judo adaptado.  Ganó dos medallas en los Juegos Paralímpicos de Verano, oro en Pekín 2008 y bronce en Londres 2012.

## Palmarés internacional
| Juegos Paralímpicos | Juegos Paralímpicos   | Juegos Paralímpicos | Juegos Paralímpicos |
| Año                 | Lugar                 | Medalla             | Categoría           |
| ------------------- | --------------------- | ------------------- | ------------------- |
| 2008                | Pekín (China)         | Medalla de oro      | –66 kg              |
| 2012                | Londres (Reino Unido) | Medalla de bronce   | –66 kg              |